# Ernesto Driesel Schröeter
Ernesto Driesel Schröeter ComNSC • GCNSC (Lisboa, São Paulo, 7 de Março de 1849 - Lisboa, 7 de Fevereiro de 1942) foi um político português.

## Biografia
Era filho de Joseph Schröeter, depois José Schröeter, negociante estrangeiro matriculado na Praça de Lisboa, de nacionalidade Austríaca dos Sudetas, e de sua mulher (Lisboa, São Paulo, 9 de Agosto de 1828) Amália Maria Driesel (Lisboa, São Paulo - ?), neto paterno de Joseph Schroëter e de sua mulher Rosalie, e neto materno de Anton Franz Adolf Driesel, depois António Francisco Adolfo Driesel (1776-1835), e de sua mulher Luise, também ele negociante estrangeiro matriculado na Praça de Lisboa, mas Prussiano, e com especialidade em quinquilharia e instrumentos musicais.
Iniciou-se muito jovem, com apenas 18 anos, na vida comercial, com um estabelecimento de comissões e consignações, tendo conseguido grande sucesso e granjeado uma elevada reputação no mundo comercial.
Foi eleito, por diversas vezes, Dirigente da Associação Comercial de Lisboa, e seu Presidente em 1906, cargo que abandonou em 1909. Era negociante matriculado da Praça de Lisboa. Teve uma larga experiência na vida bancária, primeiro como Director do Banco Comercial de Lisboa, e, depois, no Banco de Portugal, onde foi eleito Director Substituto em 1886 e Efectivo em 1887, lugar que conservou até 1897, e que abandonou por desinteligência com o respectivo Conselho de Administração. Foi, também, por várias ocasiões Vice-Governador do mesmo Banco, nomeadamente entre 1891 e 1896. Era, ainda, um importante accionista da Companhia Geral do Crédito Predial Português, onde procurou promover uma profunda remodelação, juntamente com Tomás Cabreira, na sequência do escândalo que abalou esta instituição em 1910. Pertenceu aos corpos sociais de diversas sociedades anónimas de grande importância: a Companhia Aliança Fabril, a Companhia das Minas de Huelva, a Sociedade Estoril, da qual foi Presidente Honorário, a Companhia Real dos Caminhos de Ferro, da qual foi Administrador, a Companhia do Bairro Camões e a Companhia de Fiação e Tecidos de Xabregas. Por nomeação governamental, foi Administrador da régie dos Tabacos (Administração Geral dos Tabacos), entre 1888 e 1891, substituindo Joaquim Pedro de Oliveira Martins, o respectivo Presidente, nos seus impedimentos. Foi Vogal do Conselho Superior do Comércio e Indústria, do Conselho Geral das Alfândegas e da Junta dos Repartidores. Pertenceu, ainda, ao Conselho Fiscal do Jardim Zoológico de Lisboa.
Teve uma larga actividade jornalística, colaborando no "Jornal do Comércio", no "Comércio de Portugal", no "Diário de Notícias", n' "O Século", e n' "A Voz".
Foi 2705.º Comendador e 493.º Grã-Cruz em 1893 e Grã-Cruz em 1893 e 3008.º Comendador e 584.º Grã-Cruz em 1898 da Ordem de Nossa Senhora da Conceição de Vila Viçosa de Portugal e Comendador da Ordem Nacional da Legião de Honra de França, tendo recusado o título de Conde, com o qual D. Carlos I de Portugal o quis agraciar.
Foi eleito Deputado pelo Círculo Eleitoral de Coimbra em 1906, em representação do Partido Regenerador Liberal, e nomeado Ministro dos Negócios da Fazenda ou da Fazenda de Portugal entre 19 de Maio de 1906 e 2 de Maio de 1907, no Ministério e Governo de João Franco. Durante este período, gerou-se enorme polémica, em torno da sua nacionalidade, que os inimigos do Governo, particularmente os Republicanos, de cuja parte foi, várias vezes, alvo de perseguições políticas, declaravam ser Austríaca, embora tivesse nascido em Portugal. Esta disputa ensombrou o seu desempenho do cargo ministerial, no qual pouco pôde desenvolver, e que abandonou após um ano, por desacordo com o Governo por causa duma pretendida reforma das tarifas alfandegárias. Após o término das suas funções como Ministro, não se encontra registada qualquer intervenção sua como Deputado até ao fim da Legislatura.
Casou em Lisboa, Santa Isabel, 22 de Setembro de 1873 com Francisca Soares Franco, filha do 1.º Visconde de Soares Franco, com geração feminina unigénita.